# ロバート・B・ファン・ファルケンブルグ

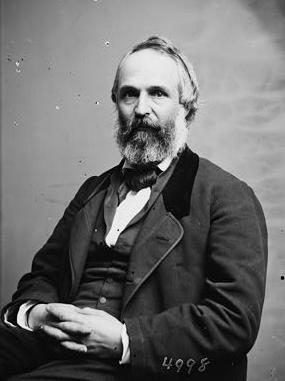
ロバート・B・ファン・ファルケンブルグ

ロバート・B・ファン・ファルケンブルグ（英: Robert B. Van Valkenburgh、1821年9月4日 - 1888年8月1日）はニューヨーク代表のアメリカ合衆国下院議員。南北戦争では北軍の将校だった。幕末日本に駐在し、第3代アメリカ弁理公使を務めた(1866–1869)。

## 生涯
ファルケンブルグはニューヨーク州スチューベン郡のプラッツバーグ (Prattsburg)に生まれ、フランクリンアカデミー (Franklin Academy)で学んだ。そこで弁護士 (Bar) の資格を取り、バス (Bath, New York) （地名）で弁護士を始めた。ファルケンブルグは1852年と1857年から1858年の間、ニューヨーク州議会 (New York State Assembly) の議員だった。
南北戦争ではエルマイラで兵員募集の司令官を務め、戦争初期に17もの連隊を作った。ファルケンブルグは共和党議員としてアメリカ合衆国第37議会および第38議会の1861年3月4日から1865年3月3日まで務めた。同時期、ホワイトハウスで義勇軍の議長も務めている。彼はニューヨーク志願軍の第117連隊連隊長も務め、アンティータムの戦いでは司令官になっている。

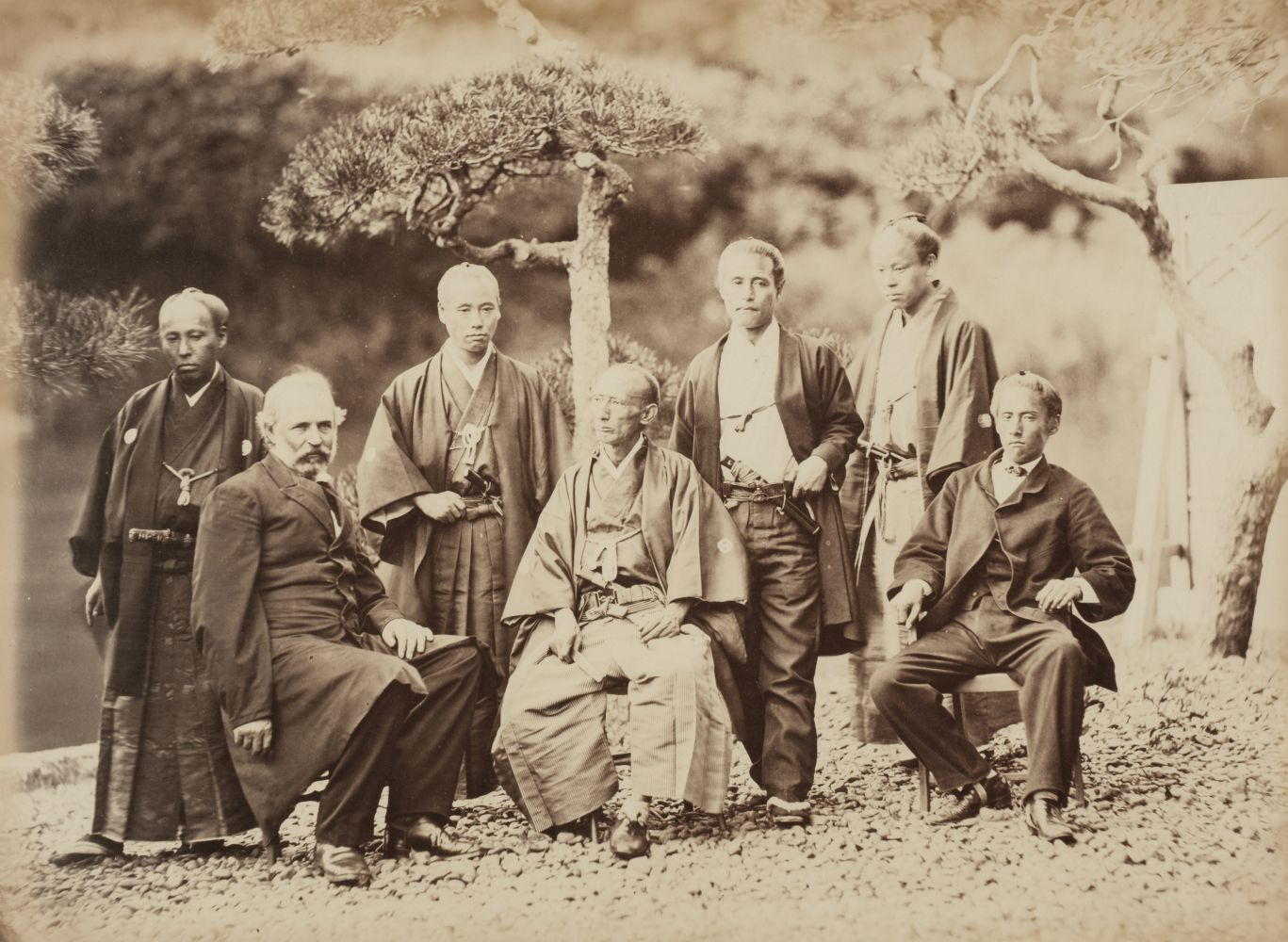
日本公使時代、江戸幕府の幕閣らとの集合写真。前列左端の人物がファルケンブルグ。前列中央から稲葉正巳、大関増裕。後列左から江連堯則、石川重敬、勝海舟、松平太郎。

ファルケンブルグは戦争中の1865年にインディアン局長官代行（Acting Commissioner of Indian Affairs）も務めており、1866年1月18日から1869年11月11日まで在日本アメリカ公使も務めている。前任のロバート・H・プリュインが任期満了の半年前に帰国してしまったあと、ウィリアム・スワードが指名した後任候補2人に断られ、スワードの友人であるファルケンブルグが承諾したが、任命から半年以上過ぎた8月の来日となった。在任中、戊辰戦争を戦う明治政府に軍艦ストーンウォールの売却を斡旋している。
日本から帰った後、ファルケンブルグはフロリダ州に住み、1874年5月20日からフロリダ最高裁判所 (Florida Supreme Court) で副裁判官 (associate justice) を務めている。ファルケンブルグは死ぬまでこの職にあり、1888年にライブオーク (Live Oak, Florida) 近郊のスワニースプリングス(Suwanee Springs)で亡くなっている。遺体はジャクソンビル南部のセントジョーンズ川 (St. Johns River) 南岸にあるニコラス墓地(Old St. Nicholas Cemetery)に埋葬された。